# Arbeitsgericht Hechingen
Das Arbeitsgericht Hechingen war ein preußisches Gericht der Arbeitsgerichtsbarkeit mit Sitz in Hechingen.

## Geschichte
Gemäß Arbeitsgerichtsgesetz vom 23. Dezember 1926 wurden in Deutschland Arbeitsgerichte gebildet. Diese waren nur in der ersten Instanz organisatorisch selbstständige Gerichte, die Landesarbeitsgerichte waren den Landgerichten zugeordnet. Am Landgericht Frankfurt am Main entstand so 1927 das Landesarbeitsgericht Frankfurt am Main als eines von drei Landesarbeitsgerichten im Bezirk des Oberlandesgerichtes Frankfurt am Main. In Hechingen entstand das Arbeitsgericht Hechingen. Da die Hohenzollernschen Lande eine preußische Exklave bildeten, gab es kein nähergelegenes preußisches Landgericht als Frankfurt und es wurde daher diesem zugeordnet. Sein Sprengel umfasste den Bezirk der Amtsgerichte Gammertingen, Haigerloch, Hechingen, Sigmaringen und Wald außer der Landgemeinde Achberg. Es bestand eine gemeinsame Kammer für Arbeiter und Angestellte und eine Kammer für Handwerk.
Gemäß Kontrollratsgesetz 21 vom 30. März 1946 sollten in Deutschland Arbeitsgerichte aufgebaut werden. Das Arbeitsgericht Hechingen wurde aber nicht wieder errichtet.